# San Felipe Plaza
San Felipe Plaza – wieżowiec w Houston w Stanach Zjednoczonych. Ma 191 metrów wysokości i 45 pięter. Budowa zakończyła się w 1984 roku. Budynek ten został zaprojektowany przez firmę Skidmore, Owings & Merrill. Wykorzystywany jest w celach biurowych. Mieści się tutaj siedziba Kaiser Aluminum Company.